# 14 Shades of Grey
| Совокупная оценка    | Совокупная оценка           |
| Источник             | Оценка                      |
| -------------------- | --------------------------- |
| Metacritic           | (41/100)                    |
| Оценки критиков      |                             |
| Источник             | Оценка                      |
| AllMusic             | [ 3 ]                       |
| Alternative Press    | [ 4 ]                       |
| The A.V. Club        | (смешанный)                 |
| Blender              | [ 4 ]                       |
| E! Online            | B link (недоступная ссылка) |
| Entertainment Weekly | C                           |
| Q                    | [ 4 ]                       |
| Rolling Stone        | [ 7 ]                       |
| Uncut                | [ 4 ] [ 8 ]                 |
| Yahoo! Music UK      | [ 9 ]                       |

14 Shades of Grey (с англ. — «14 оттенков серого») — четвёртый студийный альбом американской рок-группы Staind, выпущенный 20 мая 2003 года. Стилистически альбом не отходит от привычного для группы ню-метала, но продолжает развивать постгранж-звучание, интегрированное в репертуар группы на Break the Cycle (2001). Последний альбом группы, который был выпущен на лейбле Elektra Records.
Альбом дебютировал на 1 строчке чарта Billboard 200. За первую неделю было продано 220 000 копий. К июлю 2003 года альбом стал золотым, а позже — платиновым.

## Релиз
Первые выпуски альбома включали в себя ограниченный бонусный DVD-диск с домашним видео и видеоматериалами группы с ранних лет до настоящего времени, а также тексты песен и новые фотографии группы. Некоторое время поклонники могли использовать компакт-диск, чтобы загрузить бонусную акустическую песню «Let it Out» с сайта Staind, но эта страница была позже удалена. Песня была позже включена в делюкс-издание следующего альбома группы, Chapter V.
Издание DVD-Audio альбома также было выпущено с 5.1-канальной версией объёмного звука альбома в высоком разрешении (96 кГц / 24-бит).

## Прием
Альбом 14 Shades of Grey получил в основном смешанные отзывы. На сайте Metacritic, который присваивает нормализованный рейтинг по отзывам основных критиков, альбом получил среднюю оценку 41 из 100, основанную на 10 отзывах.

## Список композиций
Все тексты написаны Аароном Льюисом, вся музыка написана Staind.
| №                   | Название            | Длительность |
| ------------------- | ------------------- | ------------ |
| 1.                  | «Price To Play»     | 3:37         |
| 2.                  | «How About You»     | 3:58         |
| 3.                  | «So Far Away»       | 4:04         |
| 4.                  | «Yesterday»         | 3:49         |
| 5.                  | «Fray»              | 5:05         |
| 6.                  | «Zoe Jane»          | 4:38         |
| 7.                  | «Fill Me Up»        | 4:25         |
| 8.                  | «Layne»             | 4:25         |
| 9.                  | «Falling Down»      | 3:57         |
| 10.                 | «Reality»           | 4:40         |
| 11.                 | «Tonight»           | 4:25         |
| 12.                 | «Could It Be»       | 4:45         |
| 13.                 | «Blow Away»         | 6:16         |
| 14.                 | «Intro»             | 4:29         |
| Общая длительность: | Общая длительность: | 62:33        |

## Участники записи
- Аарон Льюис — вокал, ритм-гитара
- Майк Машок — гитара
- Джонни Април — бас-гитара, бэк-вокал
- Джон Уайсоки — барабаны

Дополнительный персонал
- Джош Абрахам — клавишные, продюсер, программирование, струнные аранжировки
- Брэндон Бельский — помощник инженера
- Джон Берковиц — инженер
- Грегори Гигендад Берк — арт-дирекшн, дизайн
- DJ Lethal — A&R
- Фред Дерст — A&R
- Джонс Г — ассистент
- Скотт Гутьеррес — ассистент
- Дэвид Хан — струнные аранжировки
- Энтони Мандлет — фото
- Кейлан Маккарти — координация художников
- Джои Парадайз — ассистент
- Джефф Филипс — помощник инженера
- Тони Рейес — клавиатуры
- Джордан Шур — исполнительный продюсер
- Стив Сиско — ассистент
- Энтони Вальчич — инженер, клавиатура, программирование
- Марк Валентин — ассистент
- Дейн Венейбл — менеджер по продукту
- Даррен Венбитти — ассистент
- Энди Уоллес — микширование
- Джош Уилбур — цифровое редактирование
- Райан Уильямс — инженер

## Позиции в чартах
| Чарт (2003)                       | Позиция в чартах |
| --------------------------------- | ---------------- |
| Австралия (ARIA)                  | 35               |
| Австрия (Ö3 Austria)              | 32               |
| Канада (Canadian Albums Chart)    | 8                |
| Нидерланды (Album Top 100)        | 78               |
| Франция (SNEP)                    | 57               |
| Германия (Offizielle Top 100)     | 17               |
| Ирландия (IRMA)                   | 24               |
| Италия (Classifica album)         | 27               |
| Новая Зеландия (RMNZ)             | 26               |
| Шотландия (Scottish Albums Chart) | 11               |
| Швеция (Sverigetopplistan)        | 30               |
| Швейцария (Schweizer Hitparade)   | 16               |
| Великобритания (UK Albums Chart)  | 16               |
| США (Billboard 200)               | 1                |

| Чарт (2003)      | Позиция в чарте |
| ---------------- | --------------- |
| US Billboard 200 | 64              |